# 尾張草香
尾張 草香（おわり の くさか、生没年不詳）は、古墳時代の豪族・尾張連の一人。姓は連。
継体天皇の最初の妃であったとされる目子媛（めのこひめ）の父親で、安閑・宣化両天皇の外祖父にあたる。断夫山古墳は、彼の墓であるとする説と目子媛の墓とする説がある。後裔は不明である。
宣化天皇の皇女・石姫皇女が欽明天皇の皇后となり敏達天皇を産んでいるため、尾張草香は現在の皇室の直系祖先となる。

## 草香が登場する歴史書
- 『古事記』

又娶尾張連等之祖、凡連之妹、目子郎女
- 『日本書紀』卷第十七　男大迹天皇　継体天皇

元妃、尾張連草香女曰目子媛
- 『先代旧事本紀』卷第九　帝皇本紀

元妃尾張連草香女、曰目子媛、生二子矣